# 東レインターナショナル
東レインターナショナル株式会社（とうレインターナショナル、英: Toray International, Inc.）は、東レ株式会社100%子会社のメーカー商社。
2008年4月1日に東レ株式会社100%子会社の東レアイリーブ株式会社、東レフィッシング株式会社を合併。

## 概要
東レ株式会社の製品を中心に海外、国内での取引。

## 取り扱い品目
- 合繊原糸原綿、レーヨン、綿花、羊毛、紡績糸、不織布、工業用吊下スリング
- 合繊織物、ニット、綿・TC織物、縫製品一般、“エクセーヌ”、皮革製品
- 繊維・プラスチック製造加工プラント・機械一式
- 繊維産業関連助剤・油剤・サイジング剤・染料
- 合繊原料化学品、ファインケミカル、炭素繊維“トレカ”、コンポジット部品、鉄鋼
- プラスチック各種樹脂、フィルム
- 電子材料・電子部品、印刷材料、カラーフィルター、光ファイバー、水処理機器、コンピュータ周辺機器、セラミックス
- 輸入カーペット
- 家庭用浄水器“トレビーノ”
- EMSトレーニングマシーン“トレリート”
- 眼鏡拭き“トレシー”
- “トレシー”工業用
- スキンケア“トレシー”
- ブランドサングラス
- テグス(釣り糸)
- 釣りに関する商品、及び、アウトドア商品

### 東レインターナショナル取扱製品
- Fishing Net
- EMSフィットネスマシーン トレリート
- スリング
- アパレル